# Margaret Qualley
Sarah Margaret Qualley (Montana, 23 de outubro de 1994), é uma atriz, modelo e dançarina norte-americana. Filha da atriz Andie MacDowell e Paul Qualley, ela se formou como bailarina na juventude e por um breve período seguiu a carreira de modelo. Ela fez sua estreia como atriz com um papel secundário no filme dramático de 2013, Palo Alto, e ganhou reconhecimento após  interpretar na série de televisão da HBO, The Leftovers (2014–2017).
Em 2019, ela foi aclamada pela crítica por sua interpretação da atriz e dançarina Ann Reinking na minissérie biográfica Fosse/Verdon, da FX, pela qual foi indicada ao Emmy. Ela apareceu nos filmes The Nice Guys (2016), Death Note (2017), Once Upon a Time in Hollywood (2019) e no videogame Death Stranding. Em 2021, ela estrelou a aclamada minissérie da Netflix, Maid, pela qual foi indicada ao Globo de Ouro, SAG e ao Emmy de Melhor Atriz em Série de Drama. Em 2022, protagonizou o filme “Stars at Noon“, da diretora francesa Claire Denis, que competiu pela Palma de Ouro no Festival de Cinema de Cannes. Também foi indicada ao Globo de Ouro de Melhor Atriz Coadjuvante em Filme para Cinema por A Substância (2024) da diretora francesa Coralie Fargeat.

## Biografia
Qualley nasceu em 1994 em Montana, filha de Andie MacDowell, uma atriz e modelo, e Paul Qualley, que é um modelo, músico, contratado, e rancheiro. Sua irmã, Rainey, também é uma atriz, dançarina e modelo.

### Educação e treinamento
Como uma adolescente crescendo em Asheville, Carolina do Norte, ela e sua irmã foram debutantes, e Qualley fez sua estreia no Bal des débutantes em Paris. Ela saiu de casa aos 14 anos para estudar na North Carolina School of the Arts, onde estudou dança. Ela se formou como bailarina, ganhando um estágio no American Ballet Theatre e estudando na Professional Children's School de Nova York. No entanto, aos 16 anos, após uma oferta para se tornar um aprendiz na North Carolina Dance Theater, Qualley decidiu parar de dançar. Para ficar em Nova York, ela começou a trabalhar como modelo. Sobre esse período, Qualley diz: "Escrevi para minha mãe dizendo: 'Olha, acho que não quero mais ser dançarina, então vou parar de fazer balé e ficar aqui. Terei isso e essa renda semana que vem.' Eu coloquei para fora de uma forma que ela não poderia negar, porque eu era muito organizada." Qualley mais tarde mudou seu foco para atuação e frequentou o programa de verão da Royal Academy of Dramatic Art de Londres. Qualley frequentou a Universidade de Nova Iorque, mas saiu após um semestre para começar a atuar em papéis.

## Carreira

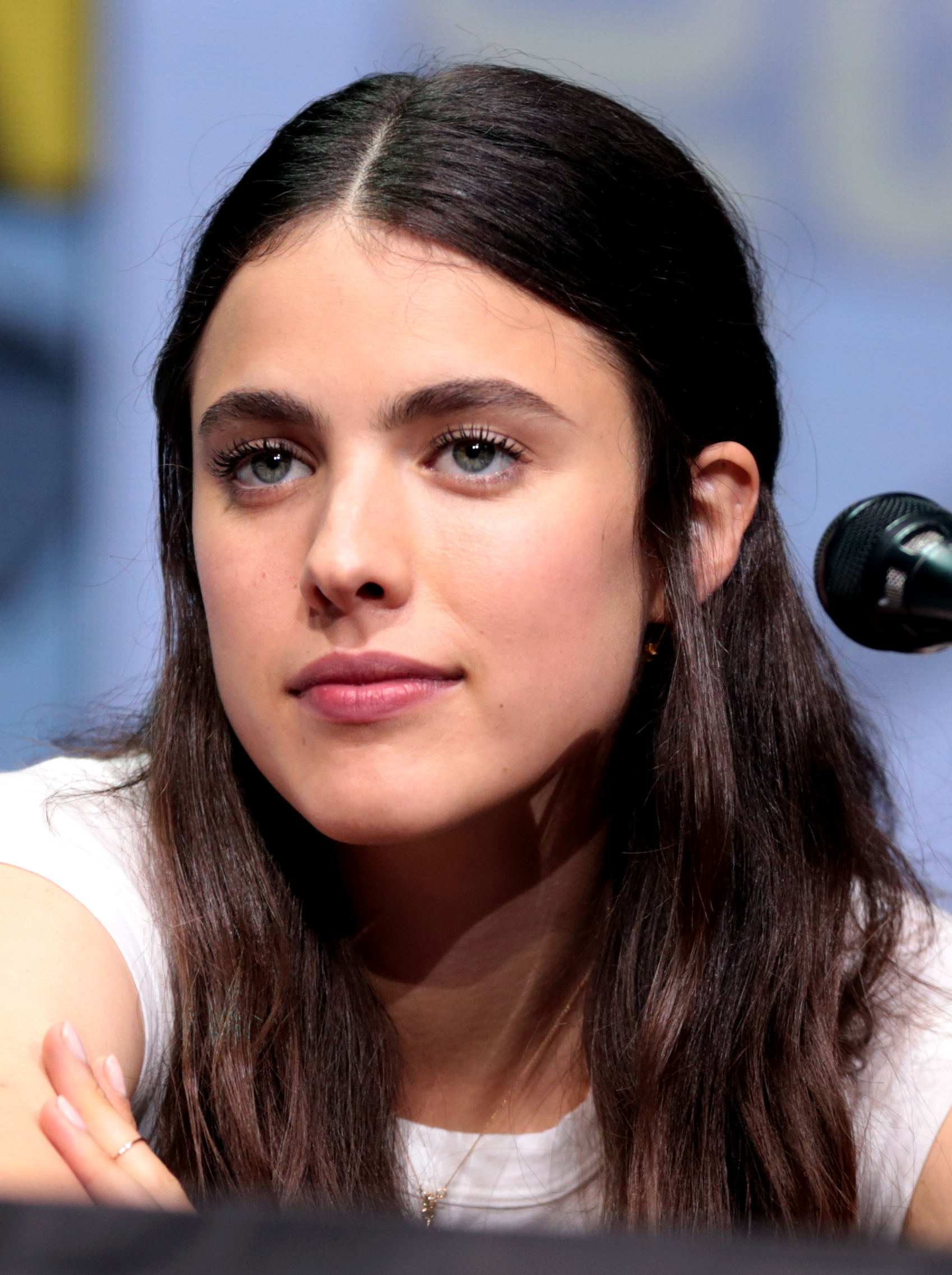
Qualley na San Diego Comic-Con, em 2017

### Modelagem
Em 2011, Qualley fez sua estreia modelando com a idade de 16 anos durante a New York Fashion Week, desfilando para Alberta Ferretti.
Ela está atualmente assinada com a IMG Models e Uno Models Barcelona.

### Atuação
Qualley primeiramente apareceu no cinema em 2013 interpretando um pequeno papel no filme de Gia Coppola, Palo Alto. Em junho de 2013, ela foi elencada para uma série regular na série de televisão da HBO, The Leftovers.
Em 2016, ela apareceu na comédia de Shane Black, The Nice Guys. Ela está preparada para estrelar em Death Note, de Adam Wingard.
Em abril de 2016, Qualley foi anunciada como tendo se unido ao elenco de Sidney Hall, de Shawn Christensen. O filme está previsto para estrear em 25 de janeiro de 2017, no Sundance Film Festival, ao longo de outro filme seu, Novitiate.

### Na mídia
Qualley apareceu como a personagem central em um comercial dirigido por Spike Jonze para KENZO World.
O curto filme/comercial foi coreografado por Ryan Heffington. Entretanto, muito da rotina da dança foi improvisada pela própria Qualley, que treinou como uma dançarina de balé clássico.

## Vida pessoal
Casou-se com o músico e produtor Jack Antonoff em 2023.
Margaret foi a musa inspiradora da música de 2023 Margaret de Lana Del Rey de seu álbum Did You Know That There's a Tunnel Under Ocean Blvd. Sua voz está na faixa Taco Truck x VB do mesmo álbum.

## Filmografia

### Filmes
| Ano  | Título                        | Role                             | Notas               |  |
| ---- | ----------------------------- | -------------------------------- | ------------------- |  |
| 2013 | Palo Alto                     | Raquel                           |                     |  |
| 2016 | The Nice Guys                 | Amelia Kuttner                   |                     |  |
| 2017 | Novitiate                     | Irmã Cathleen Harris             |                     |  |
| 2017 | The Vanishing of Sidney Hall  | Alexandra                        |                     |  |
| 2017 | Death Note                    | Mia Sutton / Kira                |                     |  |
| 2018 | Donnybrook                    | Delia Angus                      |                     |  |
| 2019 | Io                            | Sam Walden                       |                     |  |
| 2019 | Native Son                    | Mary Dalton                      |                     |  |
| 2019 | Adam                          | Casey Freeman                    |                     |  |
| 2019 | Once Upon a Time in Hollywood | "Pussycat"                       |                     |  |
| 2019 | Strange but True              | Melissa Moody                    |                     |  |
| 2019 | Seberg                        | Linette Solomon                  |                     |  |
| 2020 | Wake Up                       | Jane Doe                         | Curta-metragem      |  |
| 2020 | My Salinger Year              | Joanna                           |                     |  |
| 2022 | Stars at Noon                 | Trish Johnson                    |                     |  |
| 2022 | Sanctuary                     | Rebecca                          | Produtora Executiva |  |
| 2023 | Poor Things                   | Felicity                         |                     |  |
| 2024 | Drive-Away Dolls              | Jamie Dobbs                      |                     |  |
| 2024 | Kinds of Kindness             | Vivian / Martha / Ruth / Rebecca |                     |  |
| 2024 | The Substance                 | Sue                              |                     |  |
| 2025 | Blue Moon                     |                                  |                     |  |
| 2025 | Honey Don't!                  | Honey O'Donahue                  |                     |  |
| 2025 | Happy Gilmore 2               | Sally                            |                     |  |
| TBA  | Huntington                    |                                  |                     |  |

### Televisão
| Ano       | Título                             | Papel            | Notas                       |
| --------- | ---------------------------------- | ---------------- | --------------------------- |
| 2014–2017 | The Leftovers                      | Jill Garvey      | 18 episódios                |
| 2018      | Asesinato en el Hormiguero Express | Margaret Qualley | Especial de televisão       |
| 2019      | Fosse/Verdon                       | Ann Reinking     | 5 episódios                 |
| 2021      | Maid                               | Alex             | Minissérie; papel principal |

## Prêmios e Indicações

#### Globos de Ouro
| Ano  | Categoria                               | Indicação     | Notas    |
| ---- | --------------------------------------- | ------------- | -------- |
| 2022 | Melhor Atriz em Minissérie ou Telefilme | Maid          | Indicado |
| 2025 | Melhor Atriz Coadjuvante em Cinema      | The Substance | Indicado |

#### Emmy Awards
| Ano  | Categoria                                           | Indicação    | Notas    |
| ---- | --------------------------------------------------- | ------------ | -------- |
| 2019 | Melhor Atriz Coadjuvante em Minissérie ou Telefilme | Fosse/Verdon | Indicado |
| 2022 | Melhor Atriz em Minissérie ou Telefilme             | Maid         | Indicado |

#### SAG Awards
| Ano  | Categoria                               | Indicação                     | Notas    |
| ---- | --------------------------------------- | ----------------------------- | -------- |
| 2020 | Melhor Elenco em Cinema                 | Once Upon a Time in Hollywood | Indicado |
| 2022 | Melhor Atriz em Minissérie ou Telefilme | Maid                          | Indicado |

#### Critics' Choice Awards
| Ano  | Categoria                                           | Indicação     | Notas    |
| ---- | --------------------------------------------------- | ------------- | -------- |
| 2020 | Melhor Atriz Coadjuvante em Minissérie ou Telefilme | Fosse/Verdon  | Indicado |
| 2022 | Melhor Atriz em Minissérie ou Telefilme             | Maid          | Indicado |
| 2025 | Melhor Atriz Coadjuvante em Cinema                  | The Substance | Indicado |